# Julianapark (Hoorn)
Het Julianapark is een stadspark in de Nederlandse stad Hoorn, gelegen aan het Markermeer. Het park wordt begrensd door de wijken Binnenstad, Venenlaankwartier en Hoorn 80. In het park ligt het recreatiegebied Schellinkhouterdijk. Hier ligt ook het Schelpenstrandje, vernoemd naar de locatie De Schelphoek waar het gelegen is. In het park ligt een hertenkamp, dat in de jaren 1950 werd aangelegd als werkverschaffingsproject. De dieren worden dagelijks verzorgd door iemand van de gemeente.
Sinds 2007 wordt er jaarlijks in de zomer het dancefeest Outdoor Stereo georganiseerd.    

## Geschiedenis
Vanaf de 19e eeuw werd het terrein waarin het huidige Julianapark ligt gebruikt als exercitie- en schietterrein van het garnizoen en twee schietverenigingen. Het garnizoen verliet het terrein in 1922. De schietheuvel midden in het park herinnert nog aan deze periode.

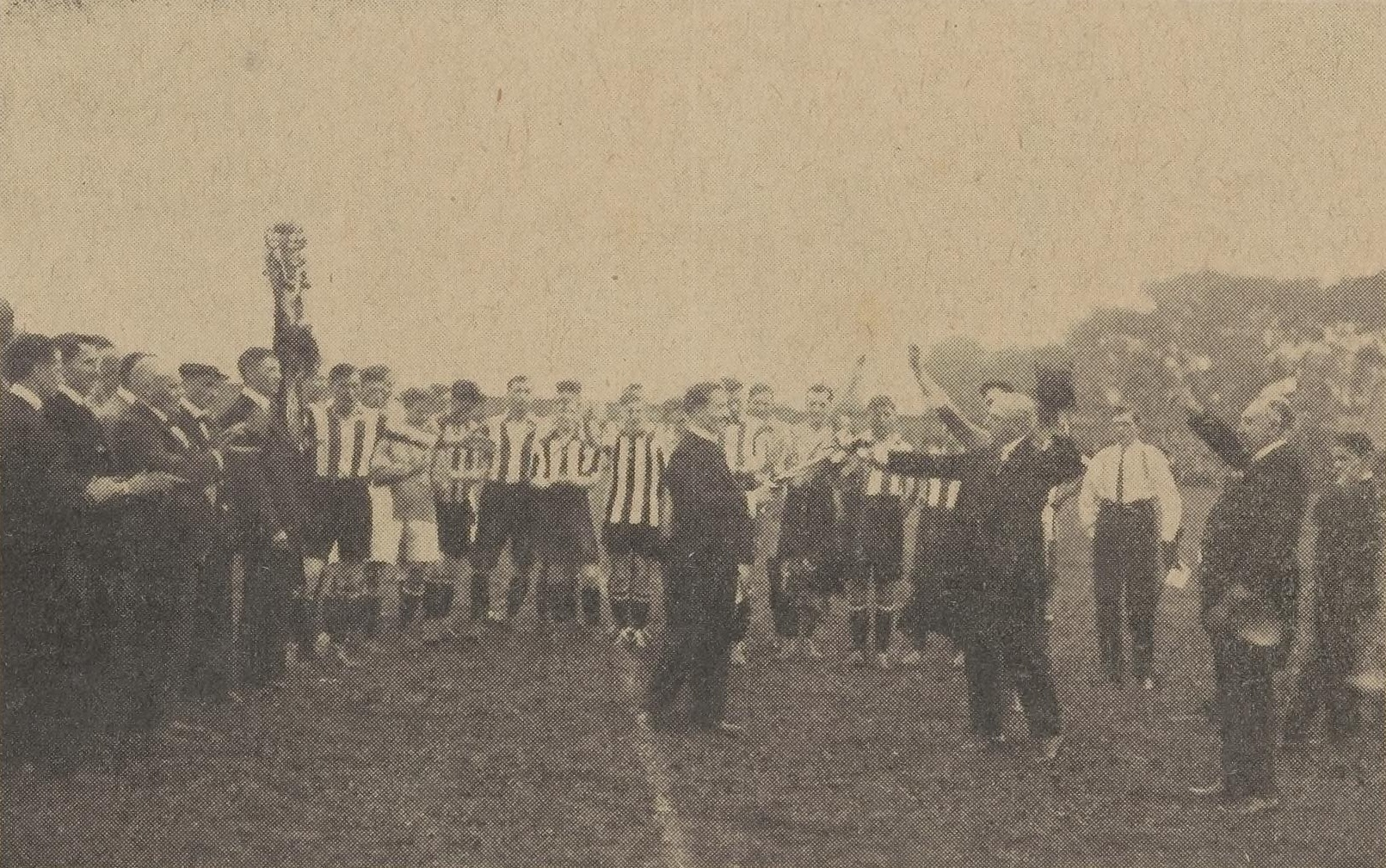
Opening van Sportpark Julianapark met burgemeester G. J. Bisschop en de voorzitter van HVV Hollandia, 1922

Op 30 juli 1922 werd het Sportpark Julianapark van “Hollandia”  geopend in bijzijn van de burgemeester van Hoorn Gerardus Johannes Bisschop en de burgemeester van Zwaag J. E. G. C. Dibbits.
In 1933 werd besloten het terrein in te richten als sportterrein. Na een grootschalige ophoging van het terrein en de aanleg van nieuwe paden, wegen en plantsoenen kreeg het park in 1936 de naam Julianapark, vernoemd naar prinses Juliana. Gedurende de Tweede Wereldoorlog werd het gebied gevorderd door de Duitsers, die er een verdediging aanlegden. In de jaren 1950 vestigde de Hoornse voetbalvereniging Hollandia zich er.

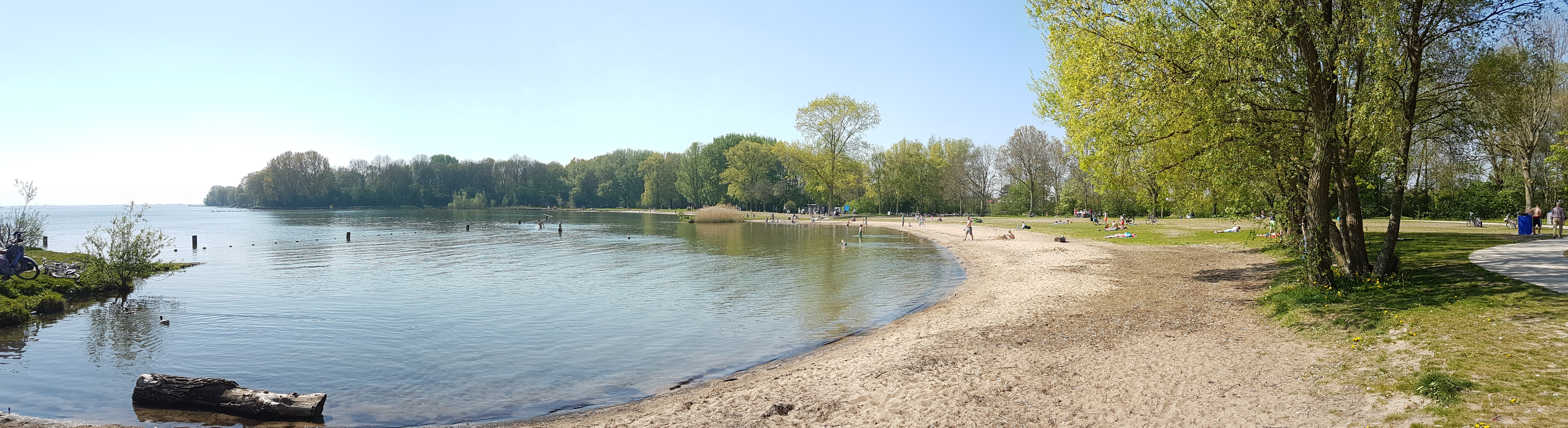
Panoramafoto van het strandje